# Fenicisch

Fenicisch alfabet

Het Fenicisch behoorde via de Kanaänitische talen tot de Noordwest-Semitische talen, Centraal-Semitische talen en Semitische talen en werd door de Feniciërs gesproken in Fenicië.
Een dialect van het Fenicisch was het Punisch, dat in de Tyrische kolonie Carthago gesproken werd. Inscripties in het Punisch zijn onder meer in het huidige Tunesië terug te vinden op oude archeologische sites en in musea wereldwijd.
Het Fenicisch was ook een van de eerste talen die een eigen alfabet ontwikkelde: het Fenicisch alfabet. Men veronderstelt dat zeer veel alfabetten direct of indirect van dit Fenicische alfabet zijn afgeleid.